# Coryphospingus cucullatus
Tentilhão-rei-vermelho ou tico-tico-rei-vermelho (Coryphospingus cucullatus) é uma espécie de ave passeriforme da família thraupidae.
Pode ser encontrada nos seguintes países: Argentina, Bolívia, Brasil, Equador, Guiana Francesa, Guiana, Paraguai, Peru, Suriname e Uruguai.
Seus habitats naturais são: florestas secas tropicais ou subtropicais , florestas subtropicais ou tropicais úmidas de baixa altitude, matagal árido tropical ou subtropical e florestas secundárias altamente degradadas.
Apresenta relevante dimorfismo sexual, onde o macho tem uma plumagem no alto de sua cabeça, de cor avermelhada-escura, em forma de crista, que se manifesta sua cor, quando a exibe arrepiando-à.